# Marquesado de Campollano
El marquesado de Campollano es un título nobiliario español creado por real cédula el 20 de septiembre de 1700 por el rey Carlos II a favor de Francisco Nicolás de Castro y Gallego con el vizcondado previo de Láriz.

## Historia de los marqueses de Campollano
- Francisco Nicolás de Castro y Gallego, I marqués de Campollano,[1] secretario de Justicia en la Cámara de Castilla, gobernador y teniente general de la ciudad de Antequera en la Nueva España y caballero de la Orden de Santiago.[2]

- Francisca de Castro y Olivar, II marquesa de Campollano.[1]

- Antonio del Barco Castro, III marqués de Campollano.[1]

Casó con Ana María Godínez de Paz y López de Tejada, señora de Tamames. En 1775 sucedió su hijo:
- Joaquín del Barco y Godínez de Paz, IV marqués de Campollano. En 6 de julio de 1775 sucedió su hermana:

- María Matilde del Barco y Godínez de Paz, nacida en Ávila, V marquesa de Campollano.[1]

Contrajo un primer matrimonio con Joaquín Amador de Santa Teresa y Escobedo, caballero de la Orden de Calatrava. Casó en segundas nupcias con Fernando María Mesía y Carvajal. Sucedió su hijo del segundo matrimonio el 7 de junio de 1779:
- Antonio María Mesía del Barco y Castro (m. 26 de noviembre de 1804), VI marqués de Campollano,[1] I duque de Tamames[4] y señor de Tamames.

Casó el 25 de junio de 1776 con María Ildefonsa Garro y Arízcum. Le sucedió su hijo:
- José María Mesía del Barco y Garro (m. 10 de diciembre de 1835[6]), VII marqués de Campollano[1] y II duque de Tamames.[5]

Casó en primeras nupcias en 1806 con María Antonia Fernández de Córdoba. Contrajo un segundo matrimonio el 8 de julio de 1817 con María de la Concepción Pando y Fernández de Pinedo, hija de Francisco de Paula Pando Ávila y Dávila, III conde de Villapaterna, I marqués de Miraflores. Le sucedió su hijo del segundo matrimonio:
- José Mesía del Barco y Pando (1819-baut. Madrid, 12 de mayo de 1819-14 de junio de 1868), VIII marqués de Campollano,[1] III duque de Tamames,[5] y senador vitalicio (1862-1868).[6]

Casó en primeras nupcias el 25 de julio de 1842 con María de la Paz de Queralt y Bucareli (m. 1850) y en segundas con Ángela Gayoso de los Cobos y Téllez-Girón. Le sucedió, de su segundo matrimonio, su hijo:

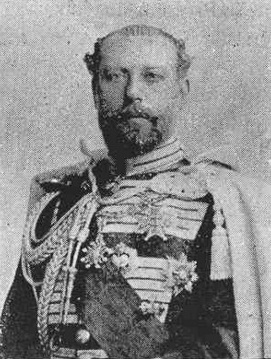
José Messía y Gayoso, IV duque de Tamames

- José Mesía del Barco y Gayoso de los Cobos (16 de mayo de 1853-18 de mayo de 1917), IX marqués de Campollano,[1] IV duque de Tamames,[5] diputado a las Cortes por el distrito de Ledesma (1886-1910) y senador vitalicio por derecho propio como Grande de España.[7][8]

Casó con María Asunción Fitz-James Stuart y Portocarrero, I duquesa de Galisteo, hija mayor de Jacobo Fitz-James Stuart y Ventimiglia, XV duque de Alba y de su esposa María Francisca de Sales Portocarrero. El matrimonio está enterrado en el panteón que mandaron construir en la ermita de Nuestra Señora de Butarque, en Leganés (Madrid). Le sucedió su hijo:
- José María Mesía del Barco y Fitz-James Stuart (1879-1951), X marqués de Campollano,[1] V duque de Tamames,[5] II duque de Galisteo,[9] XXI  marqués de la Bañeza,   XXI vizconde de los Palacios de Valduerna, gentilhombre grande de España con ejercicio y servidumbre del rey Alfonso XIII. Fue enterrado en el panteón familiar en Leganés.

Casó el 9 de enero de 1933 con María Fernanda de Verges y Audoussset, de nacionalidad francesa. Sin descendientes. Le sucedió su sobrino, hijo de Fernando Mesía del Barco y Fitz-James Stuart (n. en 1881), XXII marqués de la Bañeza y XII conde de Mora, III duque de Galisteo, gentilhombre grande de España con ejercicio y servidumbre del rey Alfonso XIII, y de  María Solange de Lesseps (f. en 1943).
- Juan Mesía y Lesseps (1917-13 de abril de 1970), XI marqués de Campollano,[1] VI duque de Tamames,[5] III duque de Galisteo,[9] marqués de la Bañeza, XIII conde de Mora y XXIII vizconde de los Palacios de Valduerna.

Contrajo un primer matrimonio el 12 de julio de 1940 con Isabel de Figueroa y Pérez de Guzmán el Bueno. Casó en segundas nupcias con María Marta del Carril y de la Quintana. Por cesión, le sucedió en febrero de 1967, su hijo del primer matrimonio:
- José Luis Mesía Figueroa (1941-Madrid, 27 de enero de 2018[10]), XII marqués de Campollano,[1] VIII duque de Tamames,[5] IV duque de Galisteo,[9] VIII conde de Torre Arias, grande de España, XIV conde de Mora, grande de España, XII marqués de Santa Marta, XII marqués de la Torre de Esteban Hambrán.

Casó el 4 de junio de 1966 con María de los Ángeles de Medina y Soriano. Le sucedió el 19 de octubre de 1994 por cesión su hijo:
- Juan José Mesía y Medina (n. en 1967), XIII marqués de Campollano[11] y V duque de Galisteo.[9][12]